# Elsie Naumburg
Elsie Margaret Binger Naumburg (geboren 7. Juli 1880 in New York City; gestorben 25. November 1953 ebenda) war eine US-amerikanische Ornithologin und Philanthropin.

## Leben
Elsie Binger wuchs als Tochter einer wohlhabenden jüdischen Familie mit drei Brüdern in New York City auf. Ihre Eltern waren Frances Binger, geborene Newgass, und der Industrielle Gustav Binger, der 1867 aus Deutschland in die Vereinigten Staaten eingewandert war und dort geheiratet hatte. Elsie erhielt ihre Schulausbildung auf Privatschulen. 1908 heiratete sie Victor Reichenberger.
1912 reiste Elsie Reichenberger nach Deutschland, wo sie am Sachs-Institut der späteren Universität Frankfurt und mehrere Jahre bei Carl Eduard Hellmayr an der Universität München Zoologie studierte. Sie betrieb intensive Studien in den Sammlungen des Senckenberg Naturmuseums in Frankfurt am Main und in der Zoologischen Staatssammlung München. Victor Reichenberger starb 1913 und Elsie Reichenberger blieb bis kurz vor dem Kriegseintritt der Vereinigten Staaten in Deutschland. Zurück in New York arbeitete sie zunächst ehrenamtlich in der Abteilung für Ornithologie des American Museum of Natural History. Im Oktober 1918 wurde sie von dem Chefkurator des Museums, Frank M. Chapman, fest angestellt. 1923 heiratete sie Walter Wehle Naumburg, einen Amateur-Cellisten und Sohn Elkan Naumburgs.
Von Anfang der 1920er Jahre war Naumburg fast ein Jahrzehnt mit der Aufarbeitung der während der Roosevelt-Rondon Scientific Expedition gesammelten Vögel des Mato Grosso beschäftigt. Die mehr als 400 Seiten umfassende Veröffentlichung der Ergebnisse im Jahr 1930 war ihre bedeutendste wissenschaftliche Leistung. Von 1926 bis 1931 unterstützte sie aus eigenen Mitteln den deutsch-brasilianischen Forschungsreisenden und Vogelsammler Emil Kaempfer bei seiner Arbeit in Brasilien. Bei der Bearbeitung der von Kaempfer gesammelten Vögel stellte Naumburg fest, dass viele der von Kaempfer genannten Fundorte auf keiner Karte verzeichnet sind. Sie ließ sich für ein Jahr von ihrer ornithologischen Arbeit beurlauben und erstellte bei der American Geographical Society ein Ortslexikon und Karten der von Kaempfer besuchten Orte in Ostbrasilien und Paraguay. Anschließend begann sie mit der auf mehrere Teile angelegten Veröffentlichung ihrer Studien zu den von Kaempfer gesammelten Vögel. 1937 und 1939 erschienen zwei Teile, dann stellte Naumburg ihre Forschungsarbeit wegen des Zweiten Weltkriegs zugunsten ihres humanitären Engagements ein.
Naumburg übte zahlreiche Ehrenämter im beruflichen und sozialen Bereich aus. 1925 gründete Naumburgs Ehemann die Walter W. Naumburg Foundation. Die Stiftung veranstaltet die jährlich stattfindende International Naumburg Competition für junge klassische Musiker. Elsie Naumburg wurde Mitglied des Kuratoriums der Stiftung. Während des Zweiten Weltkriegs unterstützte Naumburg Projekte der Heilsarmee zugunsten von Flüchtlingen und kriegsbedingt arbeitslosen Musikern. 1946 begründete sie zur Erinnerung an ihren Mentor den Frank M. Chapman Memorial Fund. Die vom American Museum of Natural History verwaltete Stiftung leistet bis heute finanzielle Unterstützung für ornithologische Studien in der ganzen Welt.

## Mitgliedschaften (Auswahl)
- Fellow of the American Geographical Society
- Fellow of the New York Academy of Sciences
- Fellow of the American Ornithologists’ Union
- Geschäftsführerin der National Audubon Society (1942–1948)

## Veröffentlichungen (chronologische Auswahl)
- Elsie M. B. Reichenberger, George K. Cherrie: Descriptions of Proposed New Birds From Brazil, Paraguay, and Argentina. In: American Museum Novitates. Nr. 27, 1921 (amnh.org [PDF; 5,9 MB]).
- Elsie M. B. Reichenberger, George K. Cherrie: Descriptions of Proposed New Birds from Brazil and Paraguay. In: American Museum Novitates. Nr. 58, 1923 (amnh.org [PDF; 666 kB]).
- Elsie M. B. Naumburg: The Bird Fauna of North America in Relation to Its Distribution in South America. In: The Auk. Band 43, 1926, S. 485–492 (unm.edu [PDF; 357 kB]).
- Elsie M. B. Naumburg: The birds of Matto Grosso, Brazil. A report on the birds secured by the Roosevelt-Rondon Expedition. In: Bulletin of the American Museum of Natural History. Band 60, Nr. 1, 1930, S. i-vii, 1–432 (Digitalisat).
- Elsie M. B. Naumburg: The Senckenberg Museum, Frankfort-on-Main, Germany. In: The Auk. Band 48, Nr. 3, 1931, S. 379–384, doi:10.2307/4076482.
- Elsie M. B. Naumburg: Three New Birds from Northwestern Brazil. In: American Museum Novitates. Nr. 554, 1932 (amnh.org [PDF; 728 kB] der Titel ist fehlerhaft, das Paper behandelt die Vögel des nordöstlichen Brasilien).
- Elsie M. B. Naumburg: Gazetteer and Maps Showing Collecting Stations Visited by Emil Kaempfer in Eastern Brazil and Paraguay. In: Bulletin of the American Museum of Natural History. Band 68, 1935, S. 449–469 (amnh.org).
- Elsie M. B. Naumburg: Animal ‘Building’: A Visit Behind the Scenes at the American Museum Where You May See Animals Being Made Ready for Exhibition. In: The Junior Natural History. Band 1, Nr. 11, 1937, S. 13–16.
- Elsie M. B. Naumburg: Studies of Birds from Eastern Brazil and Paraguay, Based on a Collection Made by Emil Kaempfer, part 1. In: Bulletin of the American Museum of Natural History. Band 74, 1937, S. 139–205 (amnh.org [PDF; 10,5 MB]).
- Elsie M. B. Naumburg: Studies of Birds from Eastern Brazil and Paraguay, Based on a Collection Made by Emil Kaempfer, part 2. In: Bulletin of the American Museum of Natural History. Band 76, 1939, S. 231–276 (amnh.org [PDF; 10,9 MB]).